# Aglossa dimidiatus
Aglossa dimidiatus is een vlinder uit de familie snuitmotten (Pyralidae). De wetenschappelijke naam is voor het eerst geldig gepubliceerd in 1809 door Haworth.
De soort komt voor in Europa.